# La soldatessa alle grandi manovre
La soldatessa alle grandi manovre è un film del 1978 diretto da Nando Cicero.
È il sequel de La soldatessa alla visita militare sempre diretto da Cicero.

## Trama
Un'avvenente dottoressa deve compilare una relazione sulle passioni e i comportamenti amatori di alcuni soldati: i risultati della ricerca saranno sorprendenti.

## Produzione
Il film è stato girato prevalentemente a Roma in zona Settecamini. La "caserma" è nella realtà una villa.